# Bust Your Windows
Pistes de Fearless
Need U Bad
Bust Your Windows est un single de la chanteuse américaine Jazmine Sullivan, extrait de l'album Fearless. C'est le premier single de Jazmine Sullivan en France mais le second aux États-Unis, après Need U Bad en duo avec Missy Elliott.
Dans le 3e épisode de la première saison de la série Glee, cette chanson est reprise par Amber Riley.

## Titres

### US 12" Vinyl
1. Bust Your Windows [Main Version] — 3:43
2. Bust Your Windows [Instrumental] — 3:43
3. Bust Your Windows [Remix feat. The-Dream] — 3:49